# Nキーロールオーバー
Nキーロールオーバー（n-key rollover）とは、パソコンなどのキーボードで複数のキーが同時に押された場合、その押された順序に従ってすべて認識されるというスペックのことである。2キーまで認識できるものを2キーロールオーバー、3キーまでを3キーロールオーバーといい、任意の数という意味で「Nキー」という。一部の電卓なども2キーロールオーバーである。よく使われるマトリックス方式のキースキャンの場合、複数のキーの同時押下により実際には押されていないキーが押されたように誤認識される現象を防ぐために、全キーにダイオードを必要とするなど、一般にコスト高である。
なお、シフトやコントロールなど同時押しを前提とするキーは、Nに入らないことがほとんどである。

## USB HID
従来（USB以前）のキーボードはもっぱら、キーが押された・キーが離された、というイベントを単純にホストに送る方式であったため「xキーロールオーバー」といえば、たいていはx個のキーの同時押しが認識される（Nキーであれば、全キーでも）、というものがほとんどであった（アプリケーション側が対応していれば）。
USBキーボードでは、USB HIDにおけるキーボードのプロトコルが、キーボードイベントのたびに「現在押されている全てのキーの情報」を送る方式であって、そのデータがキー6個までしか対応していないことから、基本的に6個以上のキーの同時押しに対応できないため（シフトやコントロールのようなモディファイヤキーを除く）、USBキーボードではNキーロールオーバーをうたっていても、同時押し対応は6個までとなる。
しかし、「キーが離された」というイベントは通常はあまり重要性がないため意識されないが、ゲームなどで「移動し続ける」というような操作をキーボードから指示する場合など、「同時押し」の状態も含め正確に認識されてほしい（すなわち、後からキーが押されたことにより、以前から押され続けているキーが勝手に離されたことになるのは困る）、という用途もある。
このため、ゲーミングPCではキーボードの接続にあえてレガシーなPS/2インタフェースを使用することがある。また、USBを使用するが特殊な方式により全キー対応をうたった製品もある。USBを使用する場合、複数のキーボードとして認識させるといった方法がある。

## 注
1. ↑  Inc, Aetas. ““最大26キー同時押し対応”の「SideWinder X4 Keyboard」レビュー。このコストパフォーマンスは革命だ”. www.4gamer.net. 2020年5月12日閲覧。